# Chris Amon
Chris Amon (Bulls, Nueva Zelanda; 20 de julio de 1943-Rotorua, 3 de agosto de 2016) fue un piloto neozelandés de Fórmula 1 durante las décadas de 1960 y 1970.
Obtuvo 11 podios en 96 Grandes Premios disputados. Finalizó quinto en la temporada 1967 y octavo en 1970. Además triunfó en el BRDC International Trophy de 1970 y el Gran Premio de Argentina de 1971, carreras no puntuables de Fórmula 1.

## Carrera deportiva
Se desplazó hasta Inglaterra en 1963 para participar en su primer Gran Premio a la edad de 19 años. Durante el periodo de 1963 a 1966 corrió en Fórmula 1 para Lola, Lotus, Brabham y Cooper, pero su trabajo consistía en llenar los huecos sobrantes. Corrió su última carrera de Fórmula 1 en 1976.
Al mismo tiempo, participó en otras competiciones y consiguió atraer una gran atención sobre él al ganar las 24 Horas de Le Mans de 1966, al volante de un Ford GT-40, junto con su compatriota Bruce McLaren robándole el primer puesto a Ken Miles. También corrió en 1967 y 1968 con el equipo oficial Ferrari, en 1971 y 1972 con Matra, y en 1973 con Tecno y Tyrrell. En 1974 construyó y pilotó su propio automóvil de F1 el Amon AF101-Cosworth con el que se inscribió en 5 grandes premios sin lograr terminar ninguna carrera. Corrió para Ensign en 1975 y 1976. Además, obtuvo  siete victorias y 13 podios en la Tasman Series, resultando campeón en 1969 y subcampeón en 1968.
Está considerado como uno de los mejores pilotos de entre los que nunca consiguieron ganar una carrera puntuable. Su reputación de mala suerte era tan fuerte que Mario Andretti bromeó sobre él diciendo que «si fuera un enterrador, la gente dejaría de morir».[cita requerida]
Murió el 3 de agosto de 2016 a la edad de 73 años en un hospital de Rotorua debido a un cáncer.

## Resultados

### Fórmula 1
(Clave) (negrita indica pole position) (cursiva indica vuelta rápida)

| Año     | Escudería                  | 1       | 2       | 3       | 4       | 5       | 6       | 7       | 8       | 9       | 10      | 11      | 12      | 13      | 14      | 15      | 16  | Pos. | Puntos |
| ------- | -------------------------- | ------- | ------- | ------- | ------- | ------- | ------- | ------- | ------- | ------- | ------- | ------- | ------- | ------- | ------- | ------- | --- | ---- | ------ |
| 1963    | Reg Parnell Racing         | MON DNS | BEL Ret | NED Ret | FRA 7   | GBR 7   | GER Ret | ITA DNS | USA     | MEX Ret | RSA     |         |         |         |         |         |     | NC   | 0      |
| 1964    | Reg Parnell Racing         | MON DNQ | NED 5   | BEL Ret | FRA 10  | GBR Ret | GER Ret | AUT Ret | ITA     | USA Ret | MEX Ret |         |         |         |         |         |     | 16.º | 2      |
| 1965    | Reg Parnell Racing         | RSA     | MON     | BEL     | FRA Ret |         |         | GER Ret | ITA     | USA     | MEX     |         |         |         |         |         |     | NC   | 0      |
| 1965    | Ian Raby Racing            |         |         |         |         | GBR DNS | NED     |         |         |         |         |         |         |         |         |         |     | NC   | 0      |
| 1966    | Cooper Car Company         | MON     | BEL     | FRA 8   | GBR     | NED     | GER     |         |         |         |         |         |         |         |         |         |     | NC   | 0      |
| 1966    | Chris Amon Racing          |         |         |         |         |         |         | ITA DNQ | USA     | MEX     |         |         |         |         |         |         |     | NC   | 0      |
| 1967    | Scuderia Ferrari SpA SEFAC | RSA     | MON 3   | NED 4   | BEL 3   | FRA Ret | GBR 3   | GER 3   | CAN 6   | ITA 7   | USA Ret | MEX 9   |         |         |         |         |     | 4.º  | 20     |
| 1968    | Scuderia Ferrari SpA SEFAC | RSA 4   | ESP Ret | MON     | BEL Ret | NED 6   | FRA 10  | GBR 2   | GER Ret | ITA Ret | CAN Ret | USA Ret | MEX Ret |         |         |         |     | 10.º | 10     |
| 1969    | Scuderia Ferrari SpA SEFAC | RSA Ret | ESP Ret | MON Ret | NED 3   | FRA Ret | GBR Ret | GER     | ITA     | CAN     | USA     | MEX     |         |         |         |         |     | 12.º | 4      |
| 1970    | March Engineering          | RSA Ret | ESP Ret | MON Ret | BEL 2   | NED Ret | FRA 2   | GBR 5   | GER Ret | AUT 8   | ITA 7   | CAN 3   | USA 5   | MEX 4   |         |         |     | 8.º  | 23     |
| 1971    | Equipe Matra Sports        | RSA 5   | ESP 3   | MON Ret | NED Ret | FRA 5   | GBR Ret | GER Ret | AUT     | ITA 6   | CAN 10  | USA 12  |         |         |         |         |     | 11.º | 9      |
| 1972    | Equipe Matra               | ARG DNS | RSA 15  | ESP Ret | MON 6   | BEL 6   | FRA 3   | GBR 4   | GER 15  | AUT 5   | ITA Ret | CAN 6   | USA 15  |         |         |         |     | 10.º | 12     |
| 1973    | Martini Racing Team        | ARG     | BRA     | RSA     | ESP     | BEL 6   | MON Ret | SWE     | FRA     | GBR Ret | NED Ret | GER     | AUT DNS | ITA     |         |         |     | 21.º | 1      |
| 1973    | Elf Tyrrell                |         |         |         |         |         |         |         |         |         |         |         |         |         | CAN 10  | USA DNS |     | 21.º | 1      |
| 1974    | Chris Amon Racing          | ARG     | BRA     | RSA     | ESP Ret | BEL     | MON DNS | SWE     | NED     | FRA     | GBR     | GER DNQ | AUT     | ITA DNQ |         |         |     | NC   | 0      |
| 1974    | Team Motul BRM             |         |         |         |         |         |         |         |         |         |         |         |         |         | CAN NC  | USA 9   |     | NC   | 0      |
| 1975    | HB Bewaking Team Ensign    | ARG     | BRA     | RSA     | ESP     | MON     | BEL     | SWE     | NED     | FRA     | GBR     | GER     | AUT 12  | ITA 12  | USA     |         |     | NC   | 0      |
| 1976    | Team Ensign                | BRA     | RSA 14  | USW 8   | ESP 5   | BEL Ret | MON 13  | SWE Ret | FRA     | GBR Ret | GER Ret | AUT     | NED     | ITA     |         |         |     | 18.º | 2      |
| 1976    | Walter Wolf Racing         |         |         |         |         |         |         |         |         |         |         |         |         |         | CAN DNS | USA     | JPN | 18.º | 2      |
| Fuente: |                            |         |         |         |         |         |         |         |         |         |         |         |         |         |         |         |     |      |        |